# Peso imperial mexicano
El Peso imperial mexicano fue la moneda usada durante el periodo imperial de México durante 1822-1823. En el primer periodo del gobierno del emperador Agustín I de México, se constituían en billetes de un peso, dos pesos y diez pesos.

## Billetes
| Denominación | Color predominante | Imagen del anverso | Imagen del reverso |
| ------------ | ------------------ | ------------------ | ------------------ |
| 1 peso       | Blanco             |                    |                    |
| 2 pesos      | Blanco             |                    |                    |
| 10 pesos     | Blanco             |                    |                    |